# 伊藤謙司郎
伊藤 謙司郎（いとう けんしろう、1990年1月8日 - ）は、北海道下川町出身の元スキージャンプ選手。

## プロフィール
スキージャンプの指導に力を入れている下川町に生まれる。元ジャンパーの父である伊藤敏光に影響を受け、5歳からジャンプを始めた。下川町立下川小学校、下川町立下川中学校、下川商業高校を経て、2008年4月から土屋ホームに所属したが、業績悪化による支援の縮小のため、木下監督、伊東大貴と共に10月限りで退社、12月いっぱいまで支援を受けた後、木下監督、伊東とともに2009年1月1日からはサッポロスキッド名義で活動した（大会に出場するための暫定的な措置で、山田いずみ、渡瀬あゆみもサッポロスキッドの名義を借りていたことがある）。2月6日には木下監督、伊東と共に携帯ショッピングサイトを手がけるモバイルコンビニの支援を受けることが発表されたが、4月1日付で伊東と共に雪印乳業（現在の雪印メグミルク）に入社した。
小学生の頃から数々の大会で優勝し将来を嘱望され、同い年の栃本翔平と多くの大会でタイトルを分け合ってきた。2000年夏、当時史上最年少の小学5年生にして初めて大倉山ジャンプ競技場を飛んだ。この記録は2007年8月4日に下川小学校4年の伊藤将充が飛ぶまで破られなかった。
下川商業高校1年時のトリノオリンピックでジャンプ史上最年少の日本代表選手に選出されたが、出場機会がなかった。
2006/07年は、夏のコンチネンタルカップリレハンメル大会で1日目に優勝、2日目に2位に入賞し、冬のコンチネンタルカップロヴァニエミ大会で1日目に優勝、2日目に2位に入賞した。また全国高等学校スキー大会に優勝し、2007年ノルディックスキー世界選手権札幌大会では個人ノーマルヒルに出場して37位であった。
ノルディックスキージュニア世界選手権には2004年から2010年まで7大会連続で出場し、団体戦のメンバーとして2006年には銅メダル、2007年には銀メダルを獲得した。
2020年3月末に雪印メグミルクを退社し、現役続行を模索したが、新型コロナウイルスの感染拡大による競技環境の悪化により4月末までに続行を断念、現役を引退した。土屋ホームスキー部事務局兼アシスタントコーチを経て、2021年5月より2023年3月まで竹内択が立ち上げたteam takuのコーチを務めた。

## 主な成績

### 国際大会

#### 冬季オリンピック
- 2006年トリノオリンピック（ イタリア）
  - 代表に選出されたが競技出場は無し。

#### 世界選手権

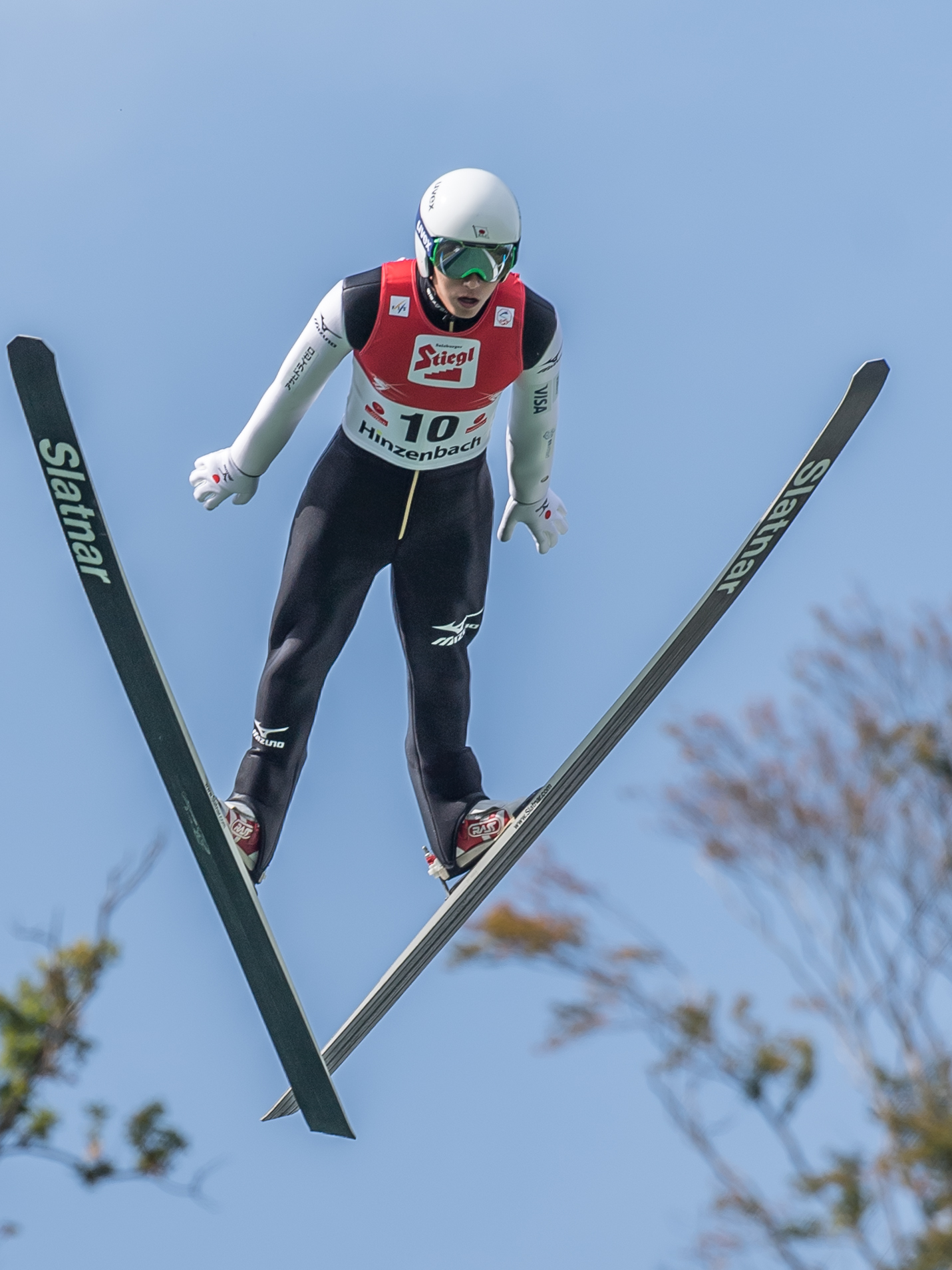
ヒンツェンバッハのサマーグランプリでの伊藤

- 2007年札幌大会（ 日本）
  - 男子個人ノーマルヒル 37位

#### ジュニア世界選手権
- 2004年ストリュン大会（ ノルウェー）
  - 男子個人 43位
- 2005年ロヴァニエミ大会（ フィンランド）
  - 男子個人 18位
  - 男子団体 8位（伊藤謙司郎、船渡裕太、栃本翔平、竹内択）
- 2006年クラーニ大会（ スロベニア）
  - 男子個人 6位
  - 男子団体 3位（栃本翔平、佐々木悠兵、外山直也、伊藤謙司郎）
- 2007年タルヴィジオ大会（ イタリア）
  - 男子個人 12位
  - 男子団体 2位（栃本翔平、長南翼、原田侑武、伊藤謙司郎）
- 2008年ザコパネ大会（ ポーランド）
  - 男子個人 12位
  - 男子団体 5位（伊藤謙司郎、作山憲斗、細田将太郎、栃本翔平）
- 2009年シュトルブスケ・プレソ大会（ スロバキア）
  - 男子個人 20位
  - 男子団体 6位（伊藤謙司郎、鈴木翔、渡部弘晃、作山憲斗）
- 2010年ヒンターツァルテン大会（ ドイツ）
  - 男子個人 17位
  - 男子団体 6位（伊藤謙司郎、作山憲斗、原田侑武、細田将太郎）

#### ワールドカップ
- 最高順位 23位

| シーズン | 順位 | ポイント |
| -------- | ---- | -------- |
| 2005/06  | .    | 0        |
| 2006/07  | 82.  | 5        |
| 2007/08  | .    | 0        |
| 2010/11  | 74.  | 4        |
| 2011/12  | .    | 0        |
| 2012/13  | .    | 0        |
| 2013/14  | .    | 0        |
| 2014/15  | 82.  | 2        |
| 2015/16  | 59.  | 16       |
| 2016/17  | .    | 0        |
| 2018/19  | .    | 0        |
| 2019/20  | .    | 0        |

#### サマーグランプリ
- 最高順位 7位

| シーズン | 順位 | ポイント |
| -------- | ---- | -------- |
| 2006     | 51.  | 31       |
| 2007     | 65.  | 14       |
| 2008     | .    | 0        |
| 2012     | 38.  | 57       |
| 2013     | .    | 0        |
| 2014     | 63.  | 14       |
| 2015     | 14.  | 132      |
| 2016     | 73.  | 4        |
| 2017     | 75.  | 7        |
| 2018     | 64.  | 12       |
| 2019     | 60.  | 9        |

#### コンチネンタルカップ
- 通算 優勝2回、2位2回、3位1回

| シーズン | 夏   | 夏       | 冬    | 冬       | 通算  | 通算     |
| シーズン | 順位 | ポイント | 順位  | ポイント | 順位  | ポイント |
| -------- | ---- | -------- | ----- | -------- | ----- | -------- |
| 2005/06  | –    | –        | 050.  | 00112    | –     | –        |
| 2006/07  | 012. | 00180    | 017.  | 00308    | –     | –        |
| 2007/08  | 051. | 0031     | 051.  | 00117    | –     | –        |
| 2008/09  | –    | –        | 088.  | 0054     | –     | –        |
| 2010/11  | –    | –        | 094.  | 0026     | –     | –        |
| 2011/12  | 057. | 0030     | 057.  | 0085     | –     | –        |
| 2012/13  | 053. | 0057     | 0112. | 0057     | –     | –        |
| 2013/14  | –    | –        | 099.  | 0020     | 0120. | 0020     |
| 2014/15  | 057. | 0044     | –     | –        | 0107. | 0044     |
| 2016/17  | –    | –        | 090.  | 0035     | 0118. | 0035     |
| 2018/19  | 048. | 0054     | 039.  | 00145    | 044.  | 00199    |
| 2019/20  | 049. | 0064     | 059.  | 0054     | 058.  | 00118    |

### 国内大会
- 第45回 雪印杯全日本ジャンプ大会ジュニア組 - 優勝
- 第56回 全国高等学校スキー大会 - 優勝
- 第6回、7回 札幌市長杯大倉山サマージャンプ大会少年組 - 優勝
- 第24回 札幌市長杯宮の森サマージャンプ大会少年組 - 優勝
- 第49回 雪印杯全日本ジャンプ大会少年組 - 優勝
- 2006年 UHB杯サマージャンプ大会少年組 - 優勝
- 第38回 雪印杯全日本ジャンプ旭川大会少年組 - 優勝
- 第86回 宮様スキー大会国際競技会成年組ラージヒル - 優勝
- 第94回 全日本スキー選手権大会ノーマルヒル - 優勝